# A Fonsagrada
A Fonsagrada is een gemeente in de Spaanse provincie Lugo in de regio Galicië met een oppervlakte van 438 km². A Fonsagrada telt 3.768 inwoners (1 januari 2016). Het is de hoofdstad van de comarca da Fonsagrada.

## Indruk van A Fonsagrada

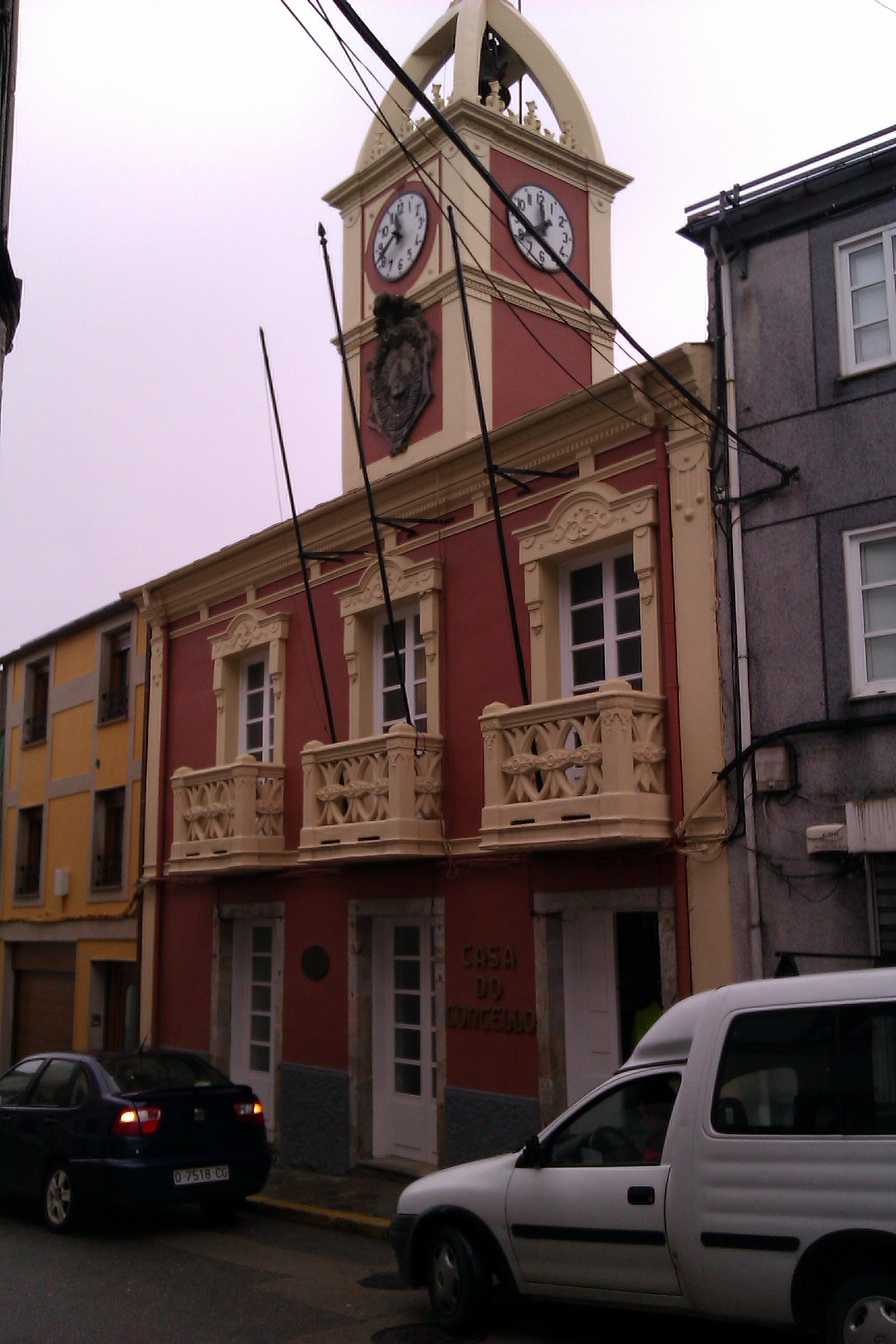
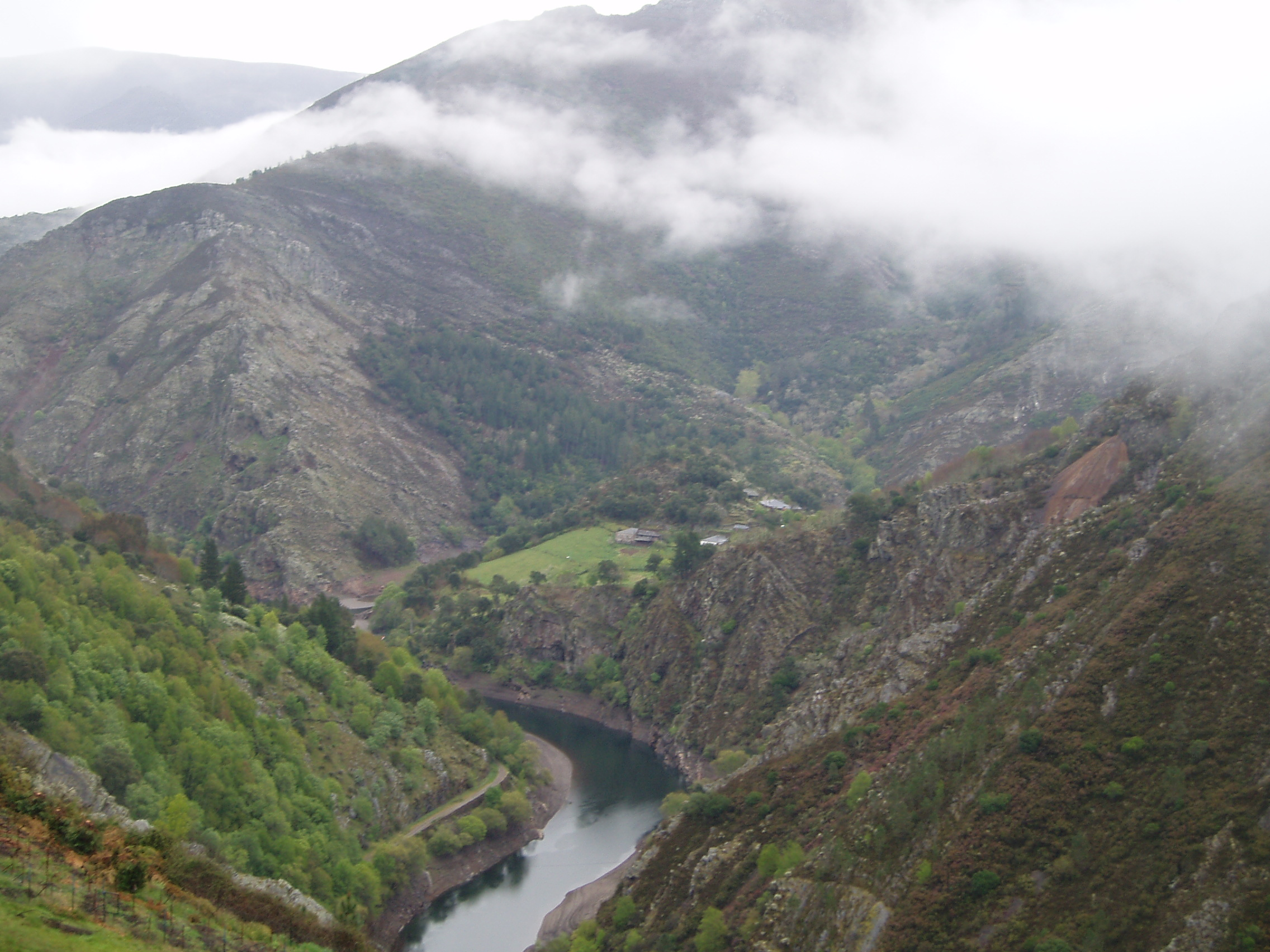